# 貝特爾貝格山
46°25′33″N 7°24′24″E / 46.425957°N 7.406687°E

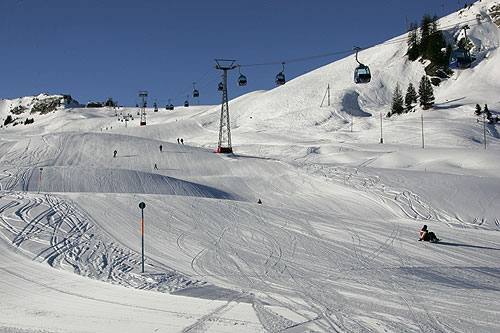

貝特爾貝格山（Betelberg），是瑞士的山峰，位於該國中部，由伯恩州負責管轄，屬於伯訥前阿爾卑斯山脈的一部分，處於錫默河谷倫克以西，海拔高度2,001米。